# Brachypodium rupestre
Brachypodium rupestre — вид квіткових рослин родини злакових (Poaceae). Ареал: Західна Азія (Ліван, Сирія, Туреччина (у т. ч. європейська), Азербайджан, Вірменія, Грузія) та Європа (Албанія, Австрія, Бельгія, Болгарія, Франція (у т. ч. Корсика), Німеччина, Велика Британія, Греція, Угорщина, Італія (у т. ч. Сардинія, Сицилія), Північний Кавказ, Польща, Португалія, Румунія, Іспанія, Швейцарія, Україна (у т. ч. Крим), Хорватія, Словенія).

## Екологія
Росте на напівсухих луках.

## Біоморфологічна характеристика
Багаторічна рослина заввишки 40–100 см, утворює густі, жовто-зелені й сухі сіро-зелені газони з численними довгими підземними пагонами. Стебла прямовисні, голі чи іноді запушені під трьома або чотирма густо запушеними вузлами. Листові пластини плоскі або злегка загорнуті, голі, знизу блискучі й світло-зелені. Китицеподібне суцвіття 8–20 см завдовжки, з 6–10 колосочками. Колосочки з 8–20 квітками і мають довжину від 14 до 45 міліметрів без остюків. Нижня колоскова луска має 3–6 жилок, 4.5–8 міліметрів завдовжки і загострена, а верхня має 6–7 жилок і 6–10 міліметрів завдовжки, загострена або закінчується коротким остюком. Леми 5–7-жилкові, 7.5–11 мм завдовжки, загострені та закінчуються прямим остюком 3–5 мм завдовжки. Палеї 2-жилкові, 7–9 мм завдовжки й голі. Пиляки 5–6 мм завдовжки. Цвітіння: червень — серпень.